# Curt Johannpeter
Curt Heinrich Paul Johannpeter (Bielefeld, 1899 – Porto Alegre, 10 de abril de 1983) foi um empresário e industrial alemão radicado no Brasil. Emigrou para o Brasil em 1931, onde se naturalizou brasileiro. Johannpeter assumiu os negócios do sogro, Hugo Gerdau, após sua morte.
Curt Johannpeter fez carreira na área financeira. Em 1922, ingressou no Banco Alemão Transatlântico, subsidiário do Deutsche Bank. Em 1930, tornou-se inspetor para as filiais em Portugal, na Espanha e em países da América Latina, como Peru e Chile. Em 1931, em viagem de trabalho ao Brasil, conheceu a jovem Helda Gerdau, com quem se casou. A entrada de Curt Johannpeter na família Gerdau marcou um novo e audacioso caminho para os negócios da empresa.
Em 2 de outubro de 1946, com a morte do sogro Hugo Gerdau, Seu Curt (como era chamado na empresa) assumiu a direção da Gerdau, comandando uma fase decisiva da expansão dos negócios. Dois anos depois, Johannpeter adquiriu a Siderúrgica Riograndense, iniciando sua bem sucedida trajetória na siderurgia.
Sua direção trouxe modernização e impulso profissional para a Gerdau. Todos que conviveram com Curt lembram da sua rotina diária de visitar os ambientes de trabalho, cumprimentando colaboradores por seus nomes e sempre apoiando a todos pessoal e profissionalmente.

## Família
Até 1930 Johannpeter mudava-se frequentemente por causa das transferências do banco onde trabalhava. Neste mesmo ano, em viagem de trabalho ao Brasil, conheceu a jovem Helda Gerdau, com quem se casou. Eles tiveram quatro filhos:
- Germano Gerdau Johannpeter, nascido em 1932, é vice-presidente do Conselho de administração da Gerdau.
- Klaus Gerdau Johannpeter, nascido em 1935, é vice-presidente do Conselho de administração da Gerdau.
- Jorge Gerdau Johannpeter, nascido em 1936, é o presidente do Conselho de administração da Gerdau.
- Frederico Gerdau Johannpeter, nascido em 1942, é vice-presidente do Conselho de administração da Gerdau.